# 中国人民解放军火箭军士官学校
中国人民解放军火箭军士官学校，位于山东省青州市，隶属中国人民解放军火箭军，是为中国人民解放军火箭军培养士官人才的专业院校。

## 沿革
- 1970年9月，在云南省石屏县组建中国人民解放军第二炮兵第八一四团[1]。
- 1971年11月，迁至西安市，配属第二炮兵工程学院，执行教学保障任务[1]。
- 1976年4月，整编为中国人民解放军第二炮兵训练团[1]。
- 1976年8月，迁至武汉市第二炮兵指挥学院[1]。
- 1978年1月，迁至今山东省青州市[1]。
- 1993年3月，整编为中国人民解放军第二炮兵指挥学院青州分院[1]。
- 1999年7月，独立为中国人民解放军第二炮兵青州士官学校。是为第二炮兵部队培养技术应用性人才的专业学校，是全军军事教育学会士官教育委员会的所在地[1][2]。
- 2009年，首届本科士官学员毕业[3][4]。
- 2011年6月，更名中国人民解放军第二炮兵工程大学士官职业技术教育学院，隶属中国人民解放军第二炮兵工程大学[1]。
- 2016年1月，中国人民解放军第二炮兵工程大学更名为中国人民解放军火箭军工程大学，该学院更名为中国人民解放军火箭军工程大学士官职业技术教育学院[5]。不久于同年更名为中国人民解放军火箭军工程大学士官学院[6][7]。
- 2017年，在深化国防和军队改革中，成立中国人民解放军火箭军士官学校[8]。

## 历任领导
中国人民解放军第二炮兵青州士官学校
| 校长 - 崔正华 大校（？—？） - 朱平 专业技术少将（？—？） - 李玉超 大校（？—2011年） | 政治委员 - 黎国如 大校（？—？） - 丁兆军 大校（？—？） - 卫云 大校（？—？） - 薛保国 大校（？—2011年） |

中国人民解放军第二炮兵工程大学士官职业技术教育学院
| 院长 - 王立岩 少将（2011年—2012年） - 李华 大校（2012年—2016年） | 政治委员 - 徐国明 大校（2011年—2016年） |

中国人民解放军火箭军工程大学士官职业技术教育学院
| 院长 - 李华 大校（2016年—2016年） | 政治委员 - 徐国明 大校（2016年—2016年） |

中国人民解放军火箭军工程大学士官学院
| 院长 - 李华 大校（2016年—2017年） | 政治委员 - 徐国明 大校（2016年—2017年） |

中国人民解放军火箭军士官学校
| 校长 | 政治委员 |